# Eqalugaarsuit
Eqalugaarsuit (Eĸalugârsuit avant 1973) est un village groenlandais situé dans la municipalité de Kujalleq près de Qaqortoq au sud du Groenland. La population était de 95 habitants en 2009.